# Distrikt José Leonardo Ortiz
Der Distrikt José Leonardo Ortiz liegt in der Provinz Chiclayo in der Region Lambayeque im Nordwesten von Peru. Der Distrikt wurde am 28. November 1961 als Distrikt San Carlos gegründet. Am 5. Februar 1966 kam es zu einer Umbenennung des Distrikts. Seither trägt der Distrikt den Namen des peruanischen Politikers José Leonardo Ortiz (1782–1854).
Der Distrikt hat eine Fläche von 28,22 km². Beim Zensus 2017 wurden 156.498 Einwohner gezählt. Im Jahr 1993 lag die Einwohnerzahl bei 119.433, im Jahr 2007 bei 161.717.
Sitz der Distriktverwaltung ist die 40 m hoch gelegene Stadt San Carlos, die mit dem Distrikt deckungsgleich ist. San Carlos bildet den nördlichen Teil des Ballungsraums der Regions- und Provinzhauptstadt Chiclayo. San Carlos liegt 1,3 km nordnordöstlich vom Stadtzentrum von Chiclayo.
Der Distrikt José Leonardo Ortiz grenzt im Süden an den Distrikt Chiclayo, im Westen an den Distrikt Pimentel, im Norden an den Distrikt Lambayeque sowie im Nordosten an den Distrikt Picsi.